# Ярвелайд, Хенри
Хенри Ярвелайд (эст. Henri Järvelaid; род. 11 декабря 1998, Таллин) — эстонский футболист, левый защитник. Выступал за национальную сборную Эстонии.

## Биография

### Клубная карьера
Воспитанник таллинского клуба «Нымме Юнайтед», в детско-юношеских турнирах выступал в нападении и забил более 100 голов. В 2014 году тренировался в академиях английских клубов «Тоттенхэм Хотспур» и «Бирмингем», но в итоге вернулся в Эстонию. Взрослую карьеру начал весной 2015 года в старшей команде «Нымме Юнайтед», игравшей в четвёртом дивизионе.
Летом 2015 года перешёл в «Флору» и поначалу выступал за её второй состав в первой лиге. Дебютный матч в высшем дивизионе сыграл 6 августа 2016 года против «Транса», заменив на 59-й минуте Маркуса Юргенсона. За первые два с половиной сезона провёл за основной состав «Флоры» только один матч в чемпионате и две игры в Кубке Эстонии. Весной 2018 года стал играть за клуб более регулярно, а в осенней части сезона был отдан в аренду в «Таммеку», где был игроком стартового состава. В 2019 году вернулся в таллинский клуб и в течение полутора лет был игроком стартового состава команды. В составе «Флоры» становился чемпионом Эстонии (2019), обладателем Кубка (2020) и Суперкубка страны (2020). Принимал участие в матчах еврокубков.
В августе 2020 года перешёл в датский клуб первого дивизиона «Веннсюссель», подписав трёхлетний контракт. В сезоне 2020/21 сыграл 18 матчей, на старте сезона 2021/22 лишь несколько раз появлялся на скамейке запасных. Осенью 2021 года выступал за клуб второго дивизиона Норвегии «Согндал», но за его основной состав вышел только один раз в кубковом матче.
В начале 2022 года вернулся в Эстонию и присоединился к клубу «Нымме Калью». Финалист Кубка Эстонии 2021/22.

### Карьера в сборной
Выступал за сборные Эстонии младших возрастов, начиная с 16 лет.
В национальной сборной дебютировал 5 сентября 2020 года в игре Лиги наций против Грузии, отыграв полный матч. Всего осенью 2020 года сыграл 4 матча за сборную.

## Достижения
- Чемпион Эстонии: 2019
- Обладатель Кубка Эстонии: 2019/20
- Финалист Кубка Эстонии: 2017/18
- Обладатель Суперкубка Эстонии: 2020
- Победитель первой лиги Эстонии: 2015